# くま川鉄道KT-100形気動車
KT-100形気動車（KT-100がたきどうしゃ）は、くま川鉄道が1989年（平成元年）の開業にあわせて製造した鉄道車両（気動車）である。
本記事では、ほぼ同形のKT-200形気動車についても記述する。

## 概要
九州旅客鉄道（JR九州）湯前線が1989年10月1日に第三セクターのくま川鉄道に転換されるのを前に、新潟鐵工所によりKT-100形4両（KT-101～KT-104）、KT-200形3両（KT-201～KT-203）が製造された。KT-100形は座席がセミクロスシートで便所なし、KT-200形は座席が全席ロングシートで便所付きとなっているが、基本構造は両形式とも同一である。
両形式ともワンマン運転に対応した構造である。
KT-201は日本宝くじ協会が寄贈した「宝くじ号」で、イベント仕様となっていた。
KT-500形の導入に伴い、2014年12月までに後述の「KUMA」に改造された車両を除き営業運転を終了、更に「KUMA」に改造された2両も2016年6月に営業運転を終了した。

## 構造
新潟製NDCの第一世代にあたる。
車体は長さ16m級で両端にバス用の折り扉を設置し、扉間に上段固定下段上昇式のユニット窓を7枚（KT-200形の便所側は5枚）設けている。前面には貫通扉を設け、前面窓がやや傾斜しており、左側前面窓の上に方向幕を、両側前面窓下に前照灯と尾灯を、貫通扉上に前照灯を設置している。乗務員室扉は設けず、客室から運転室に出入りするようになっている。車体塗色は白地にピンク色と薄い青色の帯の塗装であるが、KT-201は白地に虹色模様の塗装である。
室内はKT-100形が中央部を向かい合わせの固定クロスシート、ドア付近をロングシートとしたセミクロスシートで、KT-200形はすべてロングシートとなっている。ワンマン運転に対応するため運転室脇に運賃箱と整理券発行機を備えているが、運賃表示器はなく、三角運賃表による運賃表示としている。KT-201は車内にビデオモニターとカラオケ装置を備えている。冷暖房装置として、機関直結方式の冷房装置と、温水温風ファン方式の暖房装置を備えている。
エンジンは出力250PS/1900rpmの新潟鐵工所製DMF13HSで、台車は動台車2軸駆動方式の空気ばね台車である。

## 運用
開業時から7両全車が湯前線で使用され、ラッシュ時には元九州旅客鉄道（JR九州）キハ31形のKT311と連結して運用されることもあった。
KT-500形の導入により、KUMA-1・KUMA-2に改造された車両のみが運用されていたが、2016年に運用を終了し、全廃された。

## リニューアル車両「KUMA」への改造
KT-103とKT-203に水戸岡鋭治のデザインによる改修工事を実施し、2009年4月1日より営業運転を開始した。KT-203には「KUMA-1」、KT-103には「KUMA-2」の愛称が付けられた。
2両とも外部色は深緑色に各種のロゴを入れた塗装となっている。KUMA-1は沿線地域の自然と博物誌をモチーフにした車内デザインで、車内のロングシートが1席ごとに背もたれと座布団を分割した木製の座席に取り替えられ、床はフローリングとなり、壁面などに沿線地域の動植物のアクリル封入標本やグラフィックボードを設置している。座席定員は32名。KUMA-2は沿線地域の見所をイメージした車内デザインで、座席配置はセミクロスシートのままであるが、木製の座席に取り替えられ、KUMA-1と同じく床はフローリングとなっており、座席定員は47名である。
2016年6月26日に営業運転を終了した。廃車後は2両ともにあさぎり駅の側線にて静態保存されていたが、2021年11月28日の湯前線の部分復旧を前に2両とも解体撤去された。

## 画像

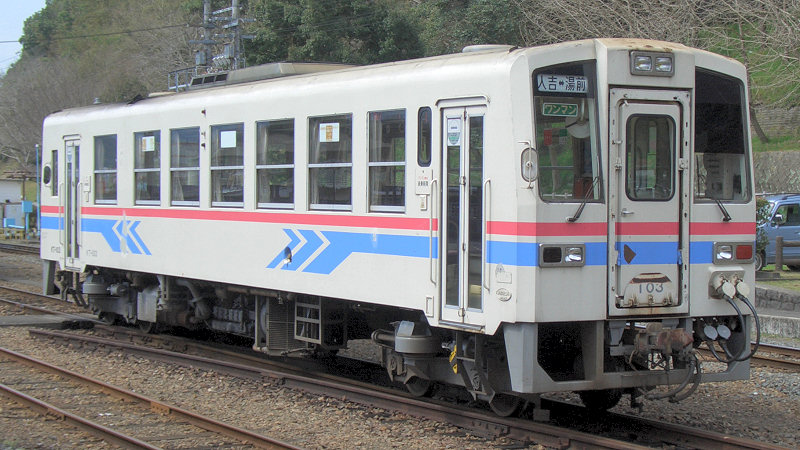
KT-100形 KT-103（改造前）。便所なしのセミクロスシート構造である
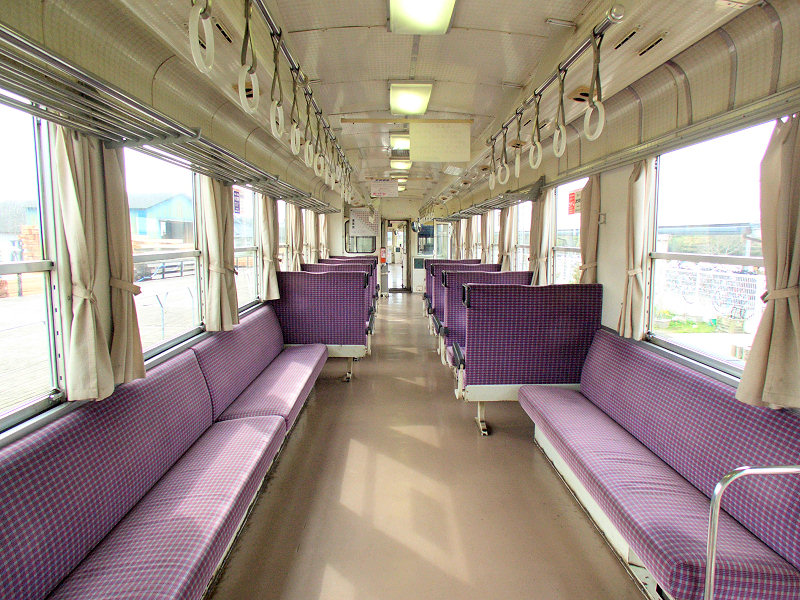
KT-100形 KT-101車内 トイレなし・セミクロスシート
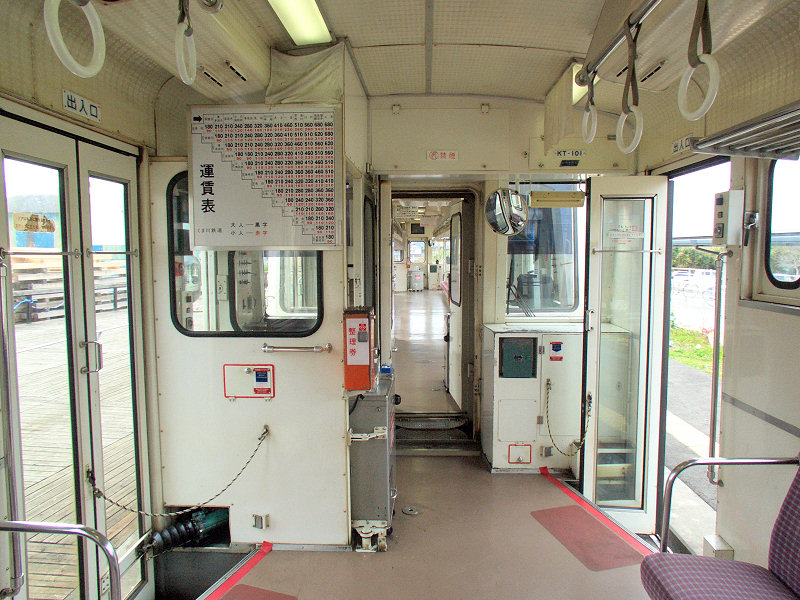
KT-100形 KT-101車内運転台周り。
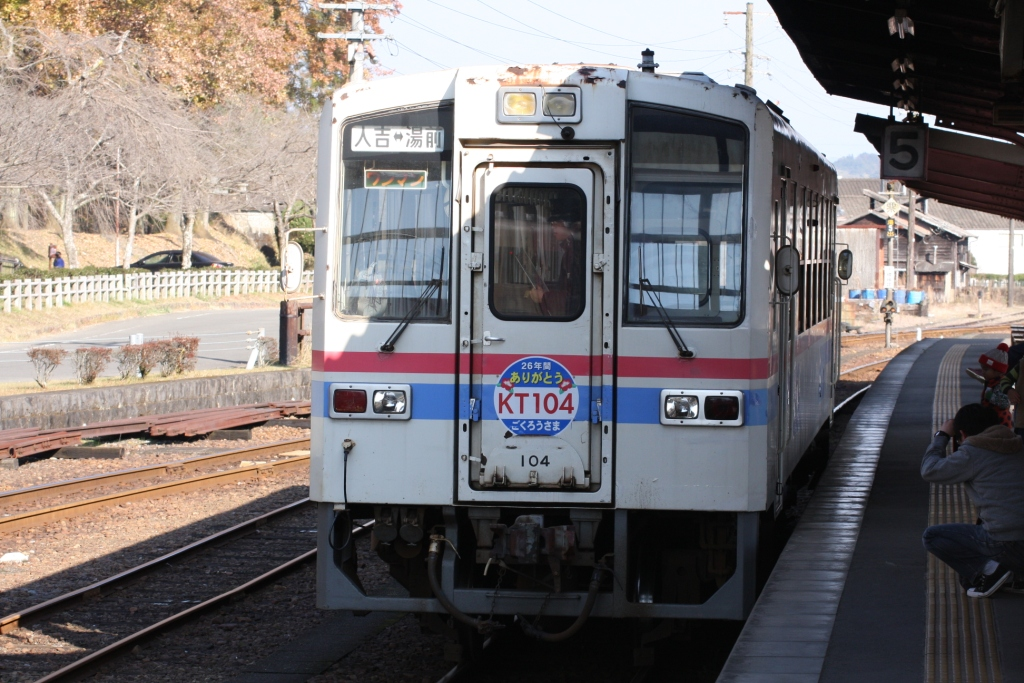
「さよならステッカー」が貼り付けられたKT-100形 KT-104。

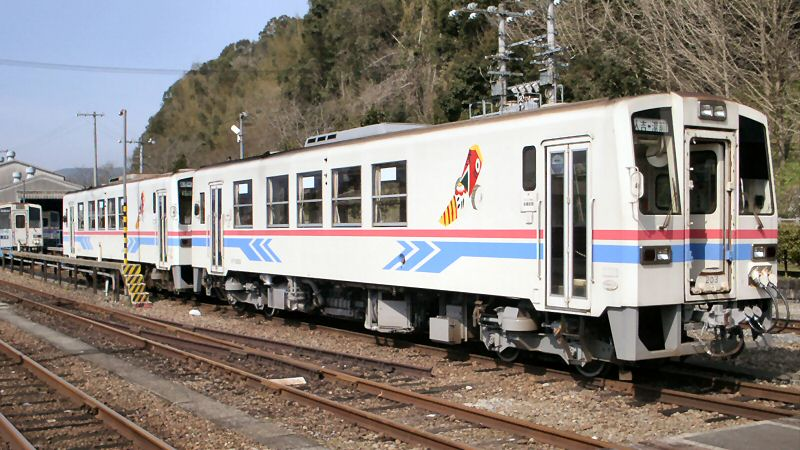
KT-200形 KT-203（改造前、便所設置側）
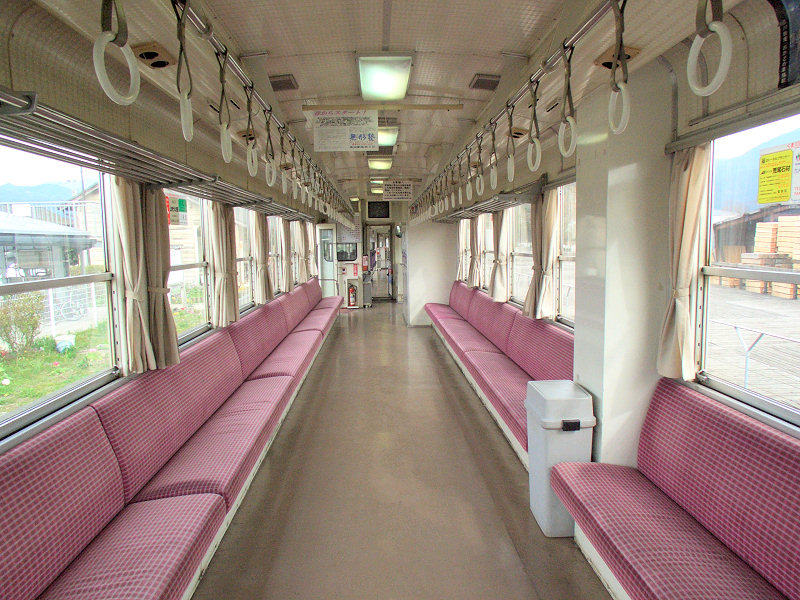
KT-200形 KT-201車内 トイレ付き・オールロングシート
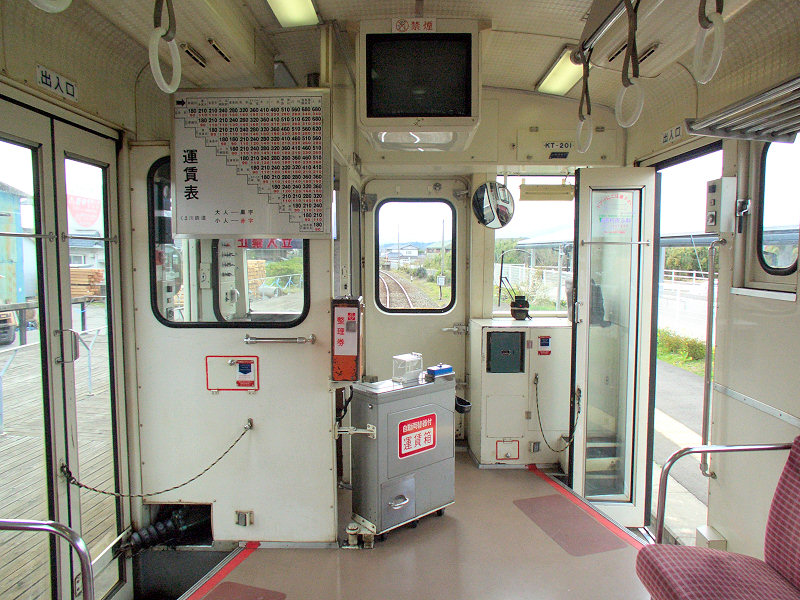
KT-200形 KT-201車内運転台周り。ビデオモニターが見える

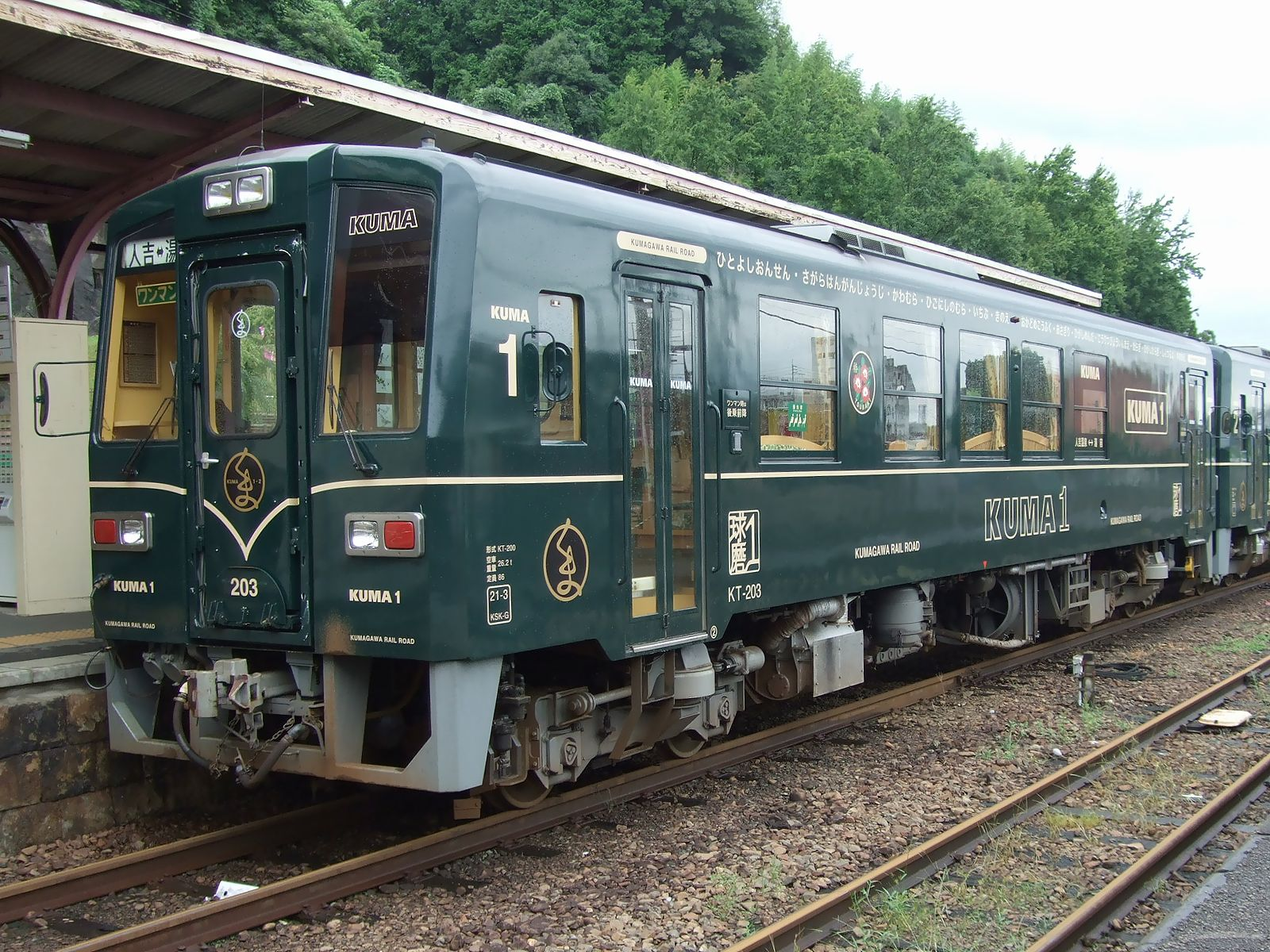
KT-203「KUMA-1」（改造後）
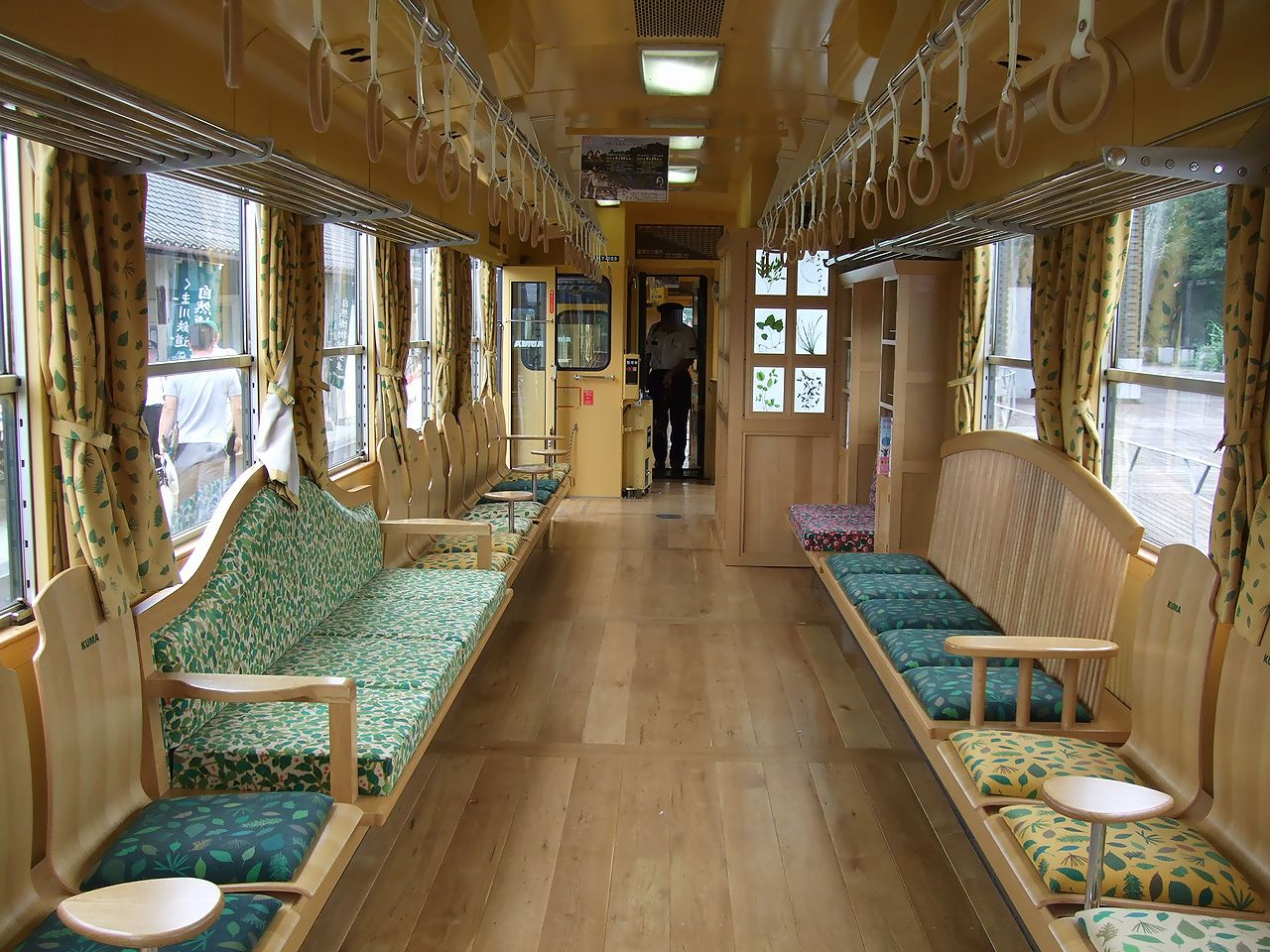
KT-203「KUMA-1」車内 トイレ部分の壁にアクリル封入標本を設置している
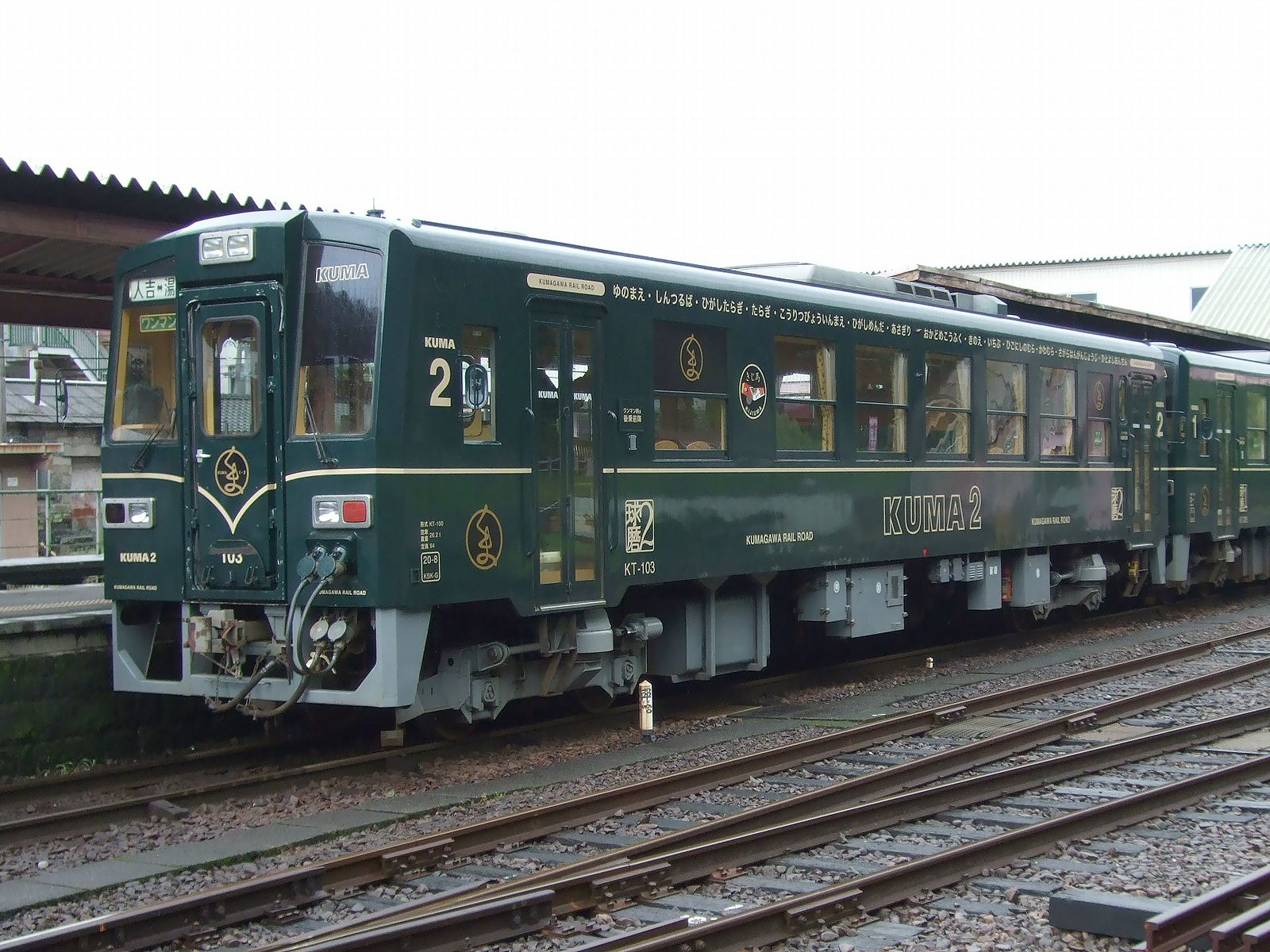
KT-103「KUMA-2」（改造後）
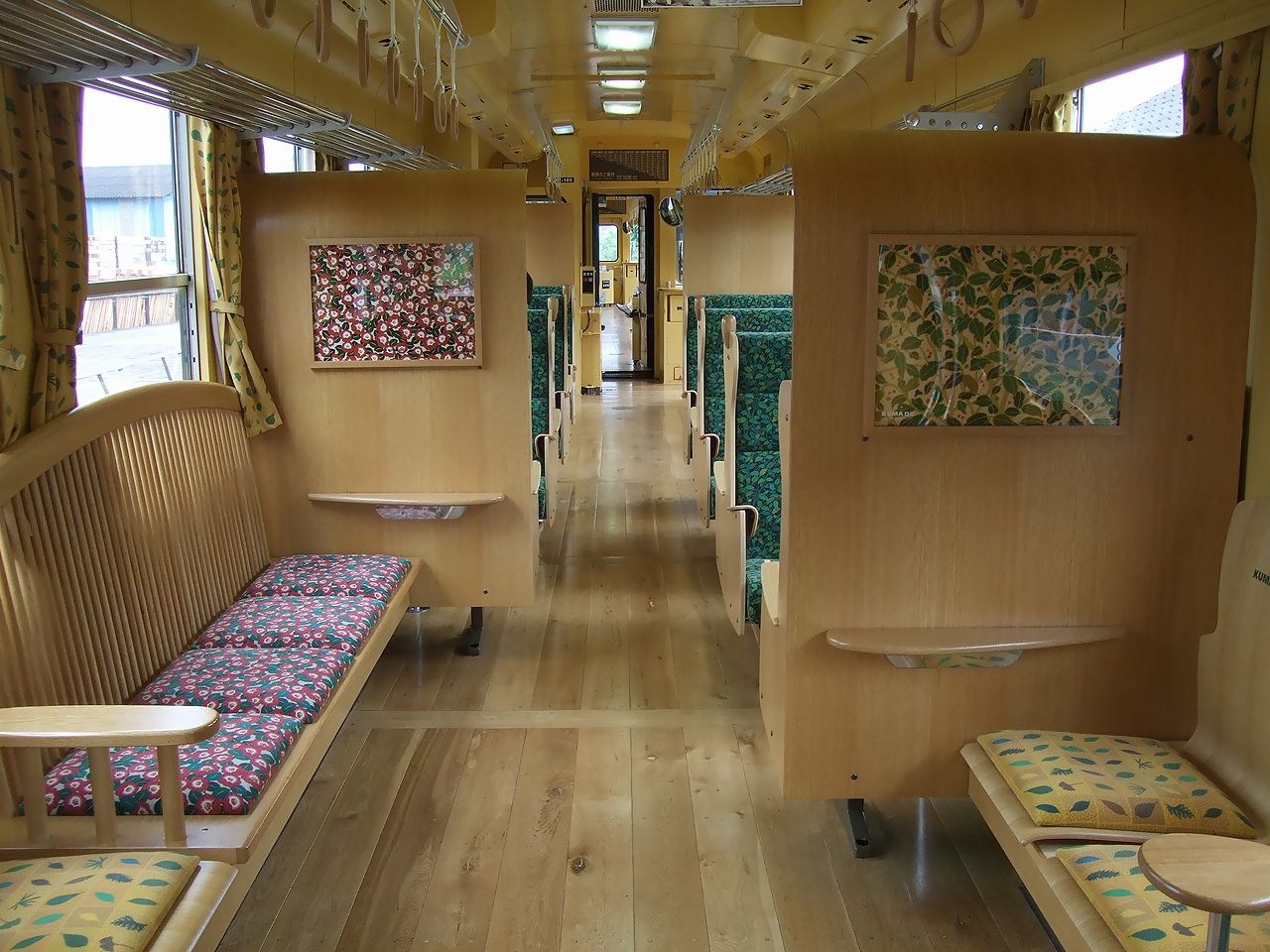
KT-103「KUMA-2」車内